# 张德明 (1957年)

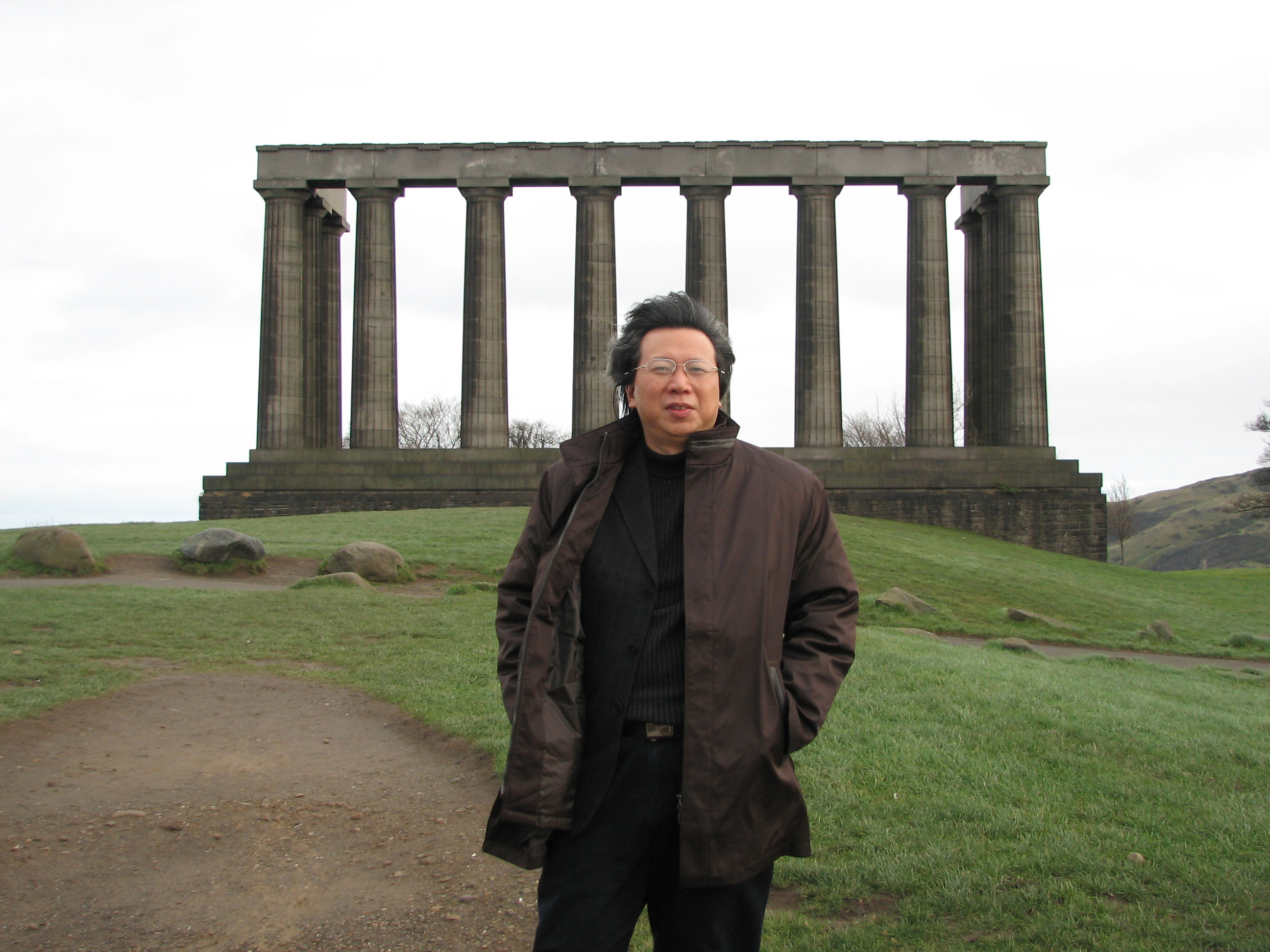
张德明

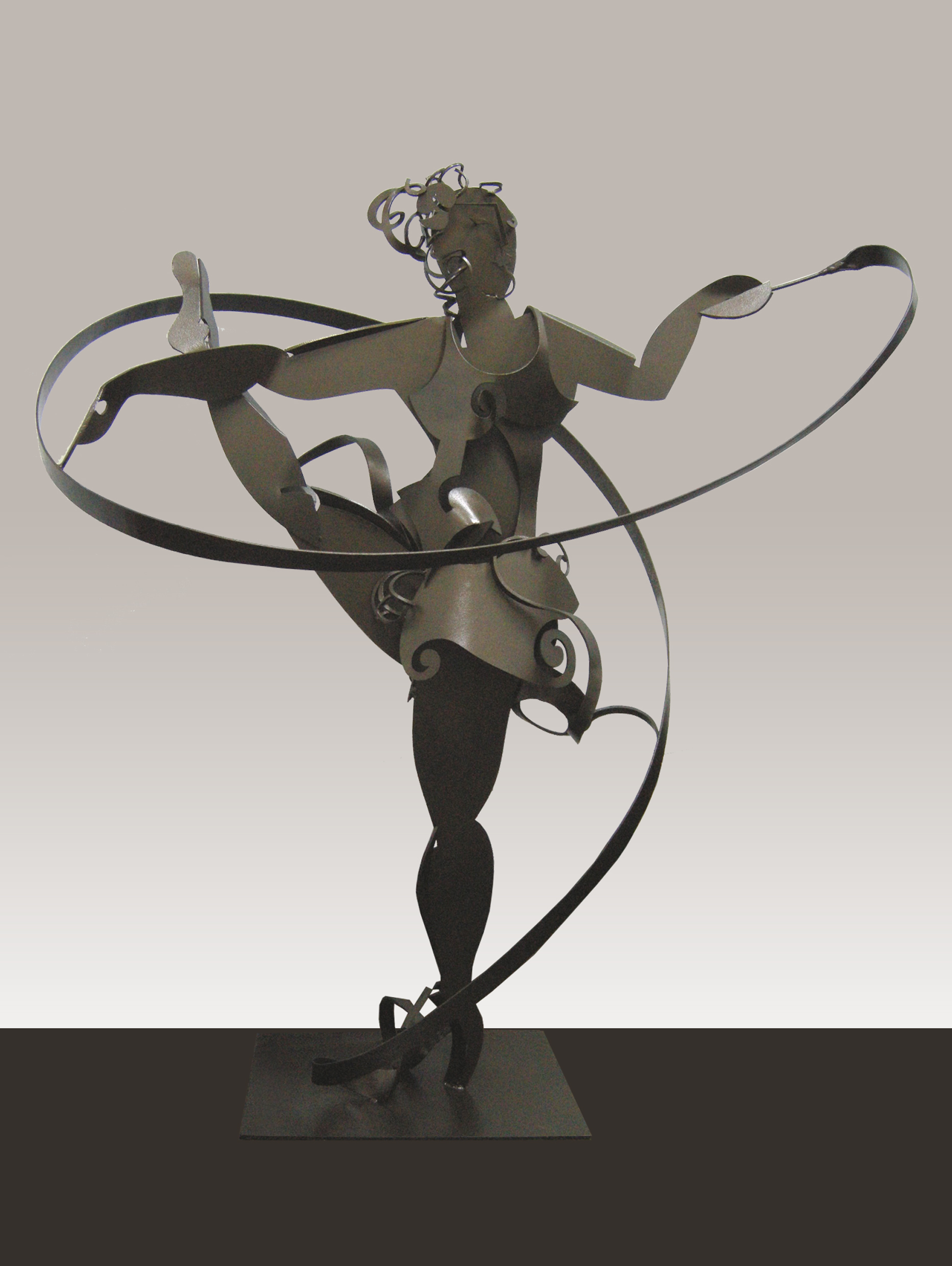
2008年奥林匹克美术大会雕塑银奖作品—中国舞

张德明（1957年10月—），男，上海人，中国雕塑家，现任华东师范大学副教授，环境艺术研究所所长，上海夏雨岛环境艺术有限公司艺术总监，国家二级美术师，中国美术家协会会员，上海美术家协会会员。

## 荣誉
美术作品入选1994年第八届全国美术作品展览和1999年第九届全国美术作品展览。雕塑作品入选首届中国当代抽象雕塑展，中国（马鞍山）国际钢雕塑作品大赛。并荣获2008年奥林匹克美术大会雕塑银奖，2011年全国优秀城市雕塑建设项目优秀奖。艺术作品先后被上海美术馆，深圳美术馆，湖北美术馆及奥林匹克艺术中心收藏。